# (34392) 2000 RT68
2000 RT68 (asteroide 34392) é um asteroide da cintura principal. Possui uma excentricidade de 0.12989090 e uma inclinação de 1.38249º.
Este asteroide foi descoberto no dia 2 de setembro de 2000 por LINEAR em Socorro.